# Caspar van Meel
Caspar van Meel (* 1979 in Amersfoort) ist ein niederländischer Jazzmusiker (Kontrabass, Arrangement, Komposition) und Journalist, der aktuell vor allem in Deutschland wirkt.

## Wirken
Van Meel studierte an der Universität Maastricht Kulturwissenschaften mit einem Schwerpunkt in Philosophie bis zum Master. Daneben studierte er Kontrabass am Conservatorium Maastricht bei Jan van de Boomen und Carol Hart. Anschließend studierte er als Instrumentalist an der Folkwang Universität der Künste bei John Goldsby, wo er 2008 mit dem Master abschloss. 2014 nahm er am Banff Center in Kanada am Workshop für Jazz und Creative Music teil, wo er mit Steve Coleman, Vijay Iyer, Jeff Tain Watts, Reggie Workman und Marcus Gilmore arbeitete.
Van Meel spielte unter anderem mit der WDR Big Band, Philip Catherine, Götz Alsmann, Gerd Dudek, Martin Sasse, Paul Heller, Claudius Valk, Romy Camerun, Matthias Schriefl, Pablo Held und Jonas Burgwinkel; außerdem trat er auf Festivals wie dem North Sea Jazz Festival, dem Kurt Weill Festival, der WDR Jazz Night und den Leverkusener Jazztagen auf. Sein Debütalbum  erschien 2010; für sein zweites Album On the Edge (2020) hat er ein Quintett mit Tobias Wember, Denis Gäbel, Roman Babik und Niklas Walter zusammengestellt. Weiterhin tritt er im Duo mit dem Gitarristen Markus Conrad auf, das auch mit Afra Mussawisade als Trio konzertierte. Mit Jonas Röser und Dominic Brosowski spielt er im Trio Tricycle. Er ist auch auf Alben von Mike Roelofs, Peter Herborn (Music for Question Quartet), Charlotte Ortmann (Ride) und Ingo Marmulla zu hören.
Van Meel arrangierte und komponierte Musik für die Tonhalle Düsseldorf sowie die Bochumer Symphoniker.

## Preise und Auszeichnungen
Van Meel wurde 2003 beim Finale Zuid-Limburg beim Grote Prijs van Nederland als bester Bassist (mit Mia Thought & Something Happened) ausgezeichnet; er erreichte 2008 als Bassist der Mike Roelofs Band das Finale der Dutch Jazz Competition. Mit der Band Trigonon erhielt er 2009 den Jazzwerkpreis Ruhr. Mit seinem Quintett setzte er sich 2010 bei der Future Sounds Competition durch und wurde 2012 mit dem Jazzpreis Ruhr ausgezeichnet.

## Diskographische Hinweise
- Trigonon: Sails (NRW-Records 2010, mit Michel Janssen, Hermann Heidenreich)
- Caspar van Meel Quintet: Creole (Holz Records 2010, mit Philipp Schug, Michel Janssen, Bruno Böhmer/Mike Roelofs, Hermann Heidenreich)
- Caspar van Meel Quintet: On the Edge (Float 2020)[2]
- Ellington Trio: Things Ain’t What They Used to Be (Jazzsick Records, 2022, mit Barbara Barth, Gero Körner sowie Frederik Köster)
- A Time Remembered (O-Tone Music, 2023, mit Ryan Carniaux, Raphael Klemm, Denis Gäbel, Franz von Chossy, Niklas Walter)